# 八雲神社 (東京都北区中十条)
八雲神社（やくもじんじゃ）は東京都北区の神社。

## 概要
1796年（寛政8年）に創建された。旧別当寺は、近くの西音寺である。
かつては神仏習合による牛頭天王を祀る「牛頭天王社」であったが、明治時代の神仏分離政策により、須佐之男尊を祀る「八雲神社」に改称された。
境内には、かつて樹齢三百年の杉があって、「天王の一本杉」として知られていたが、今は現存しない。

## 交通アクセス
- 東十条駅より徒歩5分。